# Vũ Kim Hà
Vũ Kim Hà là một sĩ quan cấp cao trong Quân đội Nhân dân Việt Nam, quân hàm Thiếu tướng. Ông hiện là Phó Giám đốc Học viện Quốc phòng, nguyên Phó Tư lệnh  Quân khu 2.

## Sự nghiệp
Năm 2020, Đại tá Vũ Kim Hà được điều động, bổ nhiệm giữ chức vụ Phó Tham mưu trưởng Quân khu 2
Ngày 11/5/2023, Thường vụ Đảng ủy Quân khu 2 đã tổ chức hội nghị cán bộ chủ chốt lấy tín nhiệm giới thiệu bổ nhiệm chức vụ.
Ban Thường vụ Đảng ủy Quân khu 2 giới thiệu danh sách nhân sự cụ thể là Đại tá Vũ Kim Hà, Phó Tham mưu trưởng Quân khu 2 được đề nghị bổ nhiệm chức vụ Phó Tư lệnh Quân khu thay Thiếu tướng Hoàng Ngọc Dũng, Phó Tư lệnh Quân khu.
Sáng 17/7/2023, Quân khu tổ chức Hội nghị Bàn giao nhiệm vụ Phó Tư lệnh Quân khu. Trung tướng Phạm Hồng Chương, Tư lệnh Quân khu 2 chủ trì hội nghị.
Thực hiện Quyết định của Bộ trưởng Bộ Quốc phòng, Thiếu tướng Vũ Kim Hà, Phó Tư lệnh Quân khu 2 được điều động, bổ nhiệm giữ chức vụ Phó Giám đốc Học viện Quốc phòng.